# Fotoksiążka
Fotoksiążka – książka wydrukowana w technologii cyfrowej, zaprojektowana przez indywidualnego autora z wybranych przez niego zdjęć i opisów. Może mieć różny format, zawartość i oprawę.
Przed wprowadzeniem na rynek fotoksiążek drukowanych w technologii cyfrowej, określenie to dotyczyło zazwyczaj drukowanej książki związanej z fotografią. Były to zbiory fotografii, książki techniczne traktujące o fotograficznych zasadach kompozycji, książki o sprzęcie fotograficznym lub publikacje z pokrewnej tematyki.
Fotoksiążkę przygotowuje się zarówno ze zdjęć cyfrowych, jak i zeskanowanych zdjęć analogowych przy pomocy specjalistycznych programów – dostępne są ich trzy rodzaje:
- programy pobierane ze stron producentów fotoksiążek, które następnie są instalowane na komputerach lub urządzeniach mobilnych osób przystępujących do tworzenia projektu fotoksiążki.
- programy działające online na stronach internetowych producentów fotoksiążek.
- zaawansowane programy do edycji zdjęć fotograficznych (np. Adobe Photoshop).

Z powodu niskich nakładów, fotoksiążki drukuje się na ekonomicznych maszynach cyfrowych. Oprawiane są poprzez klejenie lub bindowanie. Kartki fotoksiążki zadrukowane zgodnie z projektem są jednostronnie klejone i zszywane w grzbiecie oprawy. Ten typ połączenia kartek powoduje, że fotoksiążka po rozłożeniu nie tworzy płaskiej powierzchni tak jak to ma miejsce w fotoalbumie. Wyjątkiem są fotoksiążki drukowane na papierze fotograficznym i łączone metodą tzw. bindowania Leporello. Dzięki temu, po rozłożeniu, taka fotoksiążka jest niemal idealnie płaska.
W laboratoriach fotograficznych, drukujących tego typu produkty, stosowane są elektrostatyczne systemy drukowania.